# De Langstraat
De Langstraat is een streek in de Nederlandse provincie Noord-Brabant, grofweg gelegen tussen Geertruidenberg en 's-Hertogenbosch. Kenmerkend voor De Langstraat zijn de langgerekte dorpen (lintbebouwing) en de lange, smalle percelen, die meestal niet loodrecht op de straat staan (slagenlandschap). Het gebied omvat de huidige gemeenten Dongen, Geertruidenberg, Loon op Zand en Waalwijk en delen van Heusden, 's-Hertogenbosch en Vught.

## Etymologie
De naam verwijst naar een lange dijk die is aangelegd als gevolg van de Sint-Elisabethvloed, lopend van oost naar west, door de moerassige landschappen en tussen de Maas en de hoger gelegen zandgronden, waarbij in de loop der eeuwen een lint aan aaneengesloten nederzettingen is ontstaan.

## Geografie

### Begrenzingen

#### Noord
De Langstraat wordt sinds 1904 in het noorden begrensd door de Bergsche Maas, hoewel daarvoor de zuidelijke grens van het Land van Heusden als oorspronkelijke grens werd beschouwd, wat betekend dat de zogenaamde bovendorpen Oudheusden, Herpt, Doeveren en Hedikhuizen en het vestingstadje Heusden gewoonlijk niet tot de streek gerekend worden, maar ook vanwege de ligging ten opzichte van de andere dorpen en omdat de bovendorpen naar regionale opvatting geen samenhangend geheel vormt met de overige plaatsen.

#### Oost
In het oosten vormen de oude dijk tussen Hedikhuizen en Vlijmen, de Vlijmenseweg ter hoogte van de Moerputten tegen de bebouwde kom van s-Hertogenbosch en Fort Isabella bij Vught de oostelijke grenzen.

#### Zuid
De streek wordt in het zuiden door de Loonse en Drunense Duinen, middels het Afwateringskanaal 's-Hertogenbosch-Drongelen, tot aan de zuidelijke grenzen van de gemeenten Dongen en Loon op Zand begrensd. Doordat deze twee zuidelijke gemeenten in het verleden ook een belangrijke aandeel hadden in de schoenindustrie worden zij ook gerekend tot De Langstraat, ondanks het feit dat ze niet aan de dijk gelegen zijn.

#### West
In het westen wordt vanaf de voormalig Hollandse stad Geertruidenberg de Donge als grens aangehouden.

### Plaatsen
|         | Dongen: - Dongen - Dongense Vaart - 's Gravenmoer - 's-Gravenmoerse Vaart |  | Geertruidenberg: - Geertruidenberg - Raamsdonk - Raamsdonksveer |  | Heusden*: - Drunen - Nieuwkuijk - Vlijmen |  | Loon op Zand: - Kaatsheuvel - Loon op Zand - De Moer |  | Waalwijk - Sprang-Capelle - Waalwijk - Waspik |  |
| * deels |                                                                           |  |                                                                 |  |                                           |  |                                                      |  |                                               |  |

## Geschiedenis

### Holland en Brabant
De Sint-Elisabethsvloed van 1421 heeft er voor gezorgd dat er een fysieke scheiding kwam in het zuiden van Graafschap Holland. De rivaliserende handelssteden Geertruidenberg en Dordrecht verloren een directe verbinding over land. Tussen de Brabantse kleipolders en de stad Geertruidenberg lagen de heerlijkheden Hooge en Lage Zwaluwe en Klundert. Deze plaatsen waren net als Geertruidenberg Hollands gebied maar worden vaak bij de streek de Westhoek ingedeeld. Een zuidelijk deel van Holland was na de Sint-Elisabethsvloed van de rest van het graafschap geïsoleerd geraakt. Historisch gezien viel (het Brabantse deel van) De Langstraat onder de Meierij van 's-Hertogenbosch.

### De Langhe Straet
“De Langhe Straet”, zoals het vroeger heette, was oorspronkelijk een dijk door een moerassig landschap tussen het Oude Maasje en de hoger gelegen Brabantse zandgronden. In een oorkonde van 6 april 1422 wordt door de Graaf van Holland (Jan van Beyeren) bevolen dat moest worden begonnen met het aanleggen van een dijk van Geertruidenberg naar het oosten door De Langstraat. Het duurde nog tot 1461 dat een primitief dijkje werd gelegd van Geertruidenberg naar Baardwijk. Waren voordien de plaatsen tussen Geertruidenberg en Waalwijk nog niet rechtstreeks met elkaar verbonden, door de aanleg van deze dijk of weg werd de grondslag gelegd van hetgeen men omstreeks 1461 met de naam “De Langhe Straet” begon aan te duiden. We kennen deze dijk nu als de Winterdijk. Dat was feitelijk het begin van De Langstraat. Langs deze dijk ontstonden nieuwe Hollandse en Brabantse nederzettingen. Sommige van deze nederzettingen waren door de vloed verdwenen, werden verplaatst zuidelijk van de dijk. Het Hollandse deel bestond uit de dorpen Raamsdonk, Waspik, Capelle, Labbegat en Besoijen en Baardwijk. Het Brabantse deel werd gevormd door Waalwijk, Drunen, Onsenoort en Nieuwkuijk. Op de zuidelijk gelegen zandgronden lagen de dorpen Raamsdonksveer, Dongen, 's Gravenmoer, De Moer, Kaatsheuvel, Sprang en Loon op Zand. Hier was het ambacht van het leerlooien en schoenmaken verweven met veehouderij. Door het belangrijke aandeel dat deze dorpen hadden in de schoenindustrie werden zij ook gerekend tot De Langstraat, ondanks het feit dat ze niet aan de dijk liggen.

### Een regio, twee culturen
Van oudsher is het calvinisme dominant geweest in het Hollandse deel van De Langstraat, terwijl het Brabantse deel, gelegen in het Kwartier van Oisterwijk, vrijwel in zijn geheel katholiek was. Hoewel de dorpen door de jaren heen steeds verder naar elkaar toe zijn gegroeid (Besoijen en Baardwijk zijn uiteindelijk in 1922 een stadsdeel geworden van Waalwijk) en men in de streek steeds afhankelijker werd van elkaar bleven de cultuurverschillen groot. Dit zorgde lange tijd voor een tweedeling. Ondanks de ontkerkelijking in de 20e en 21e eeuw zijn er nog altijd verschillen te merken, bijvoorbeeld in de architectuur, maar vooral in sociale verhoudingen: leefstijl, schoolgang, vieringen en verenigingsleven.

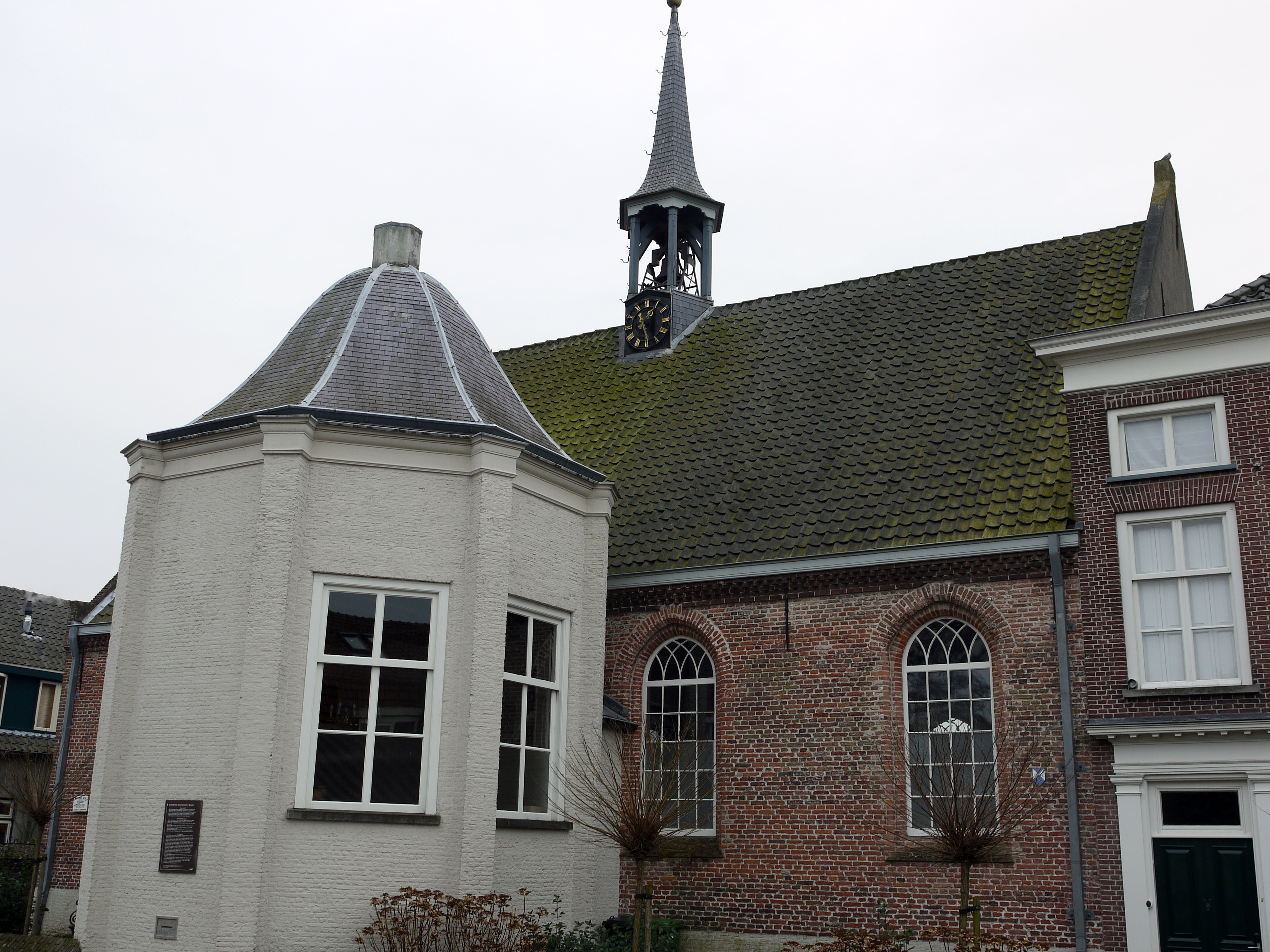
Het Hervormde kerkje in Besoijen
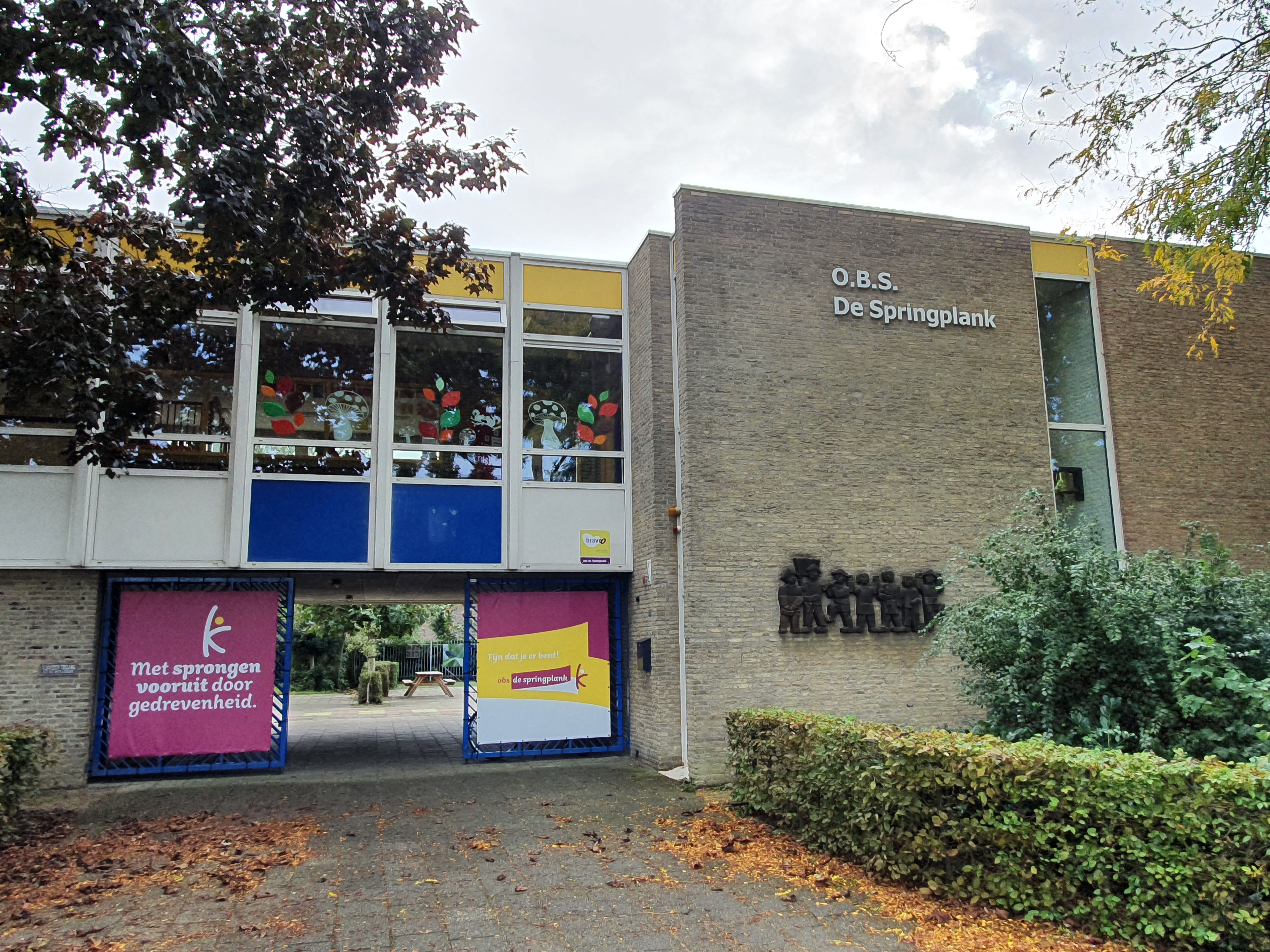
Openbare basisschool in 's Gravenmoer is vlak naast een protestantse school gebouwd.
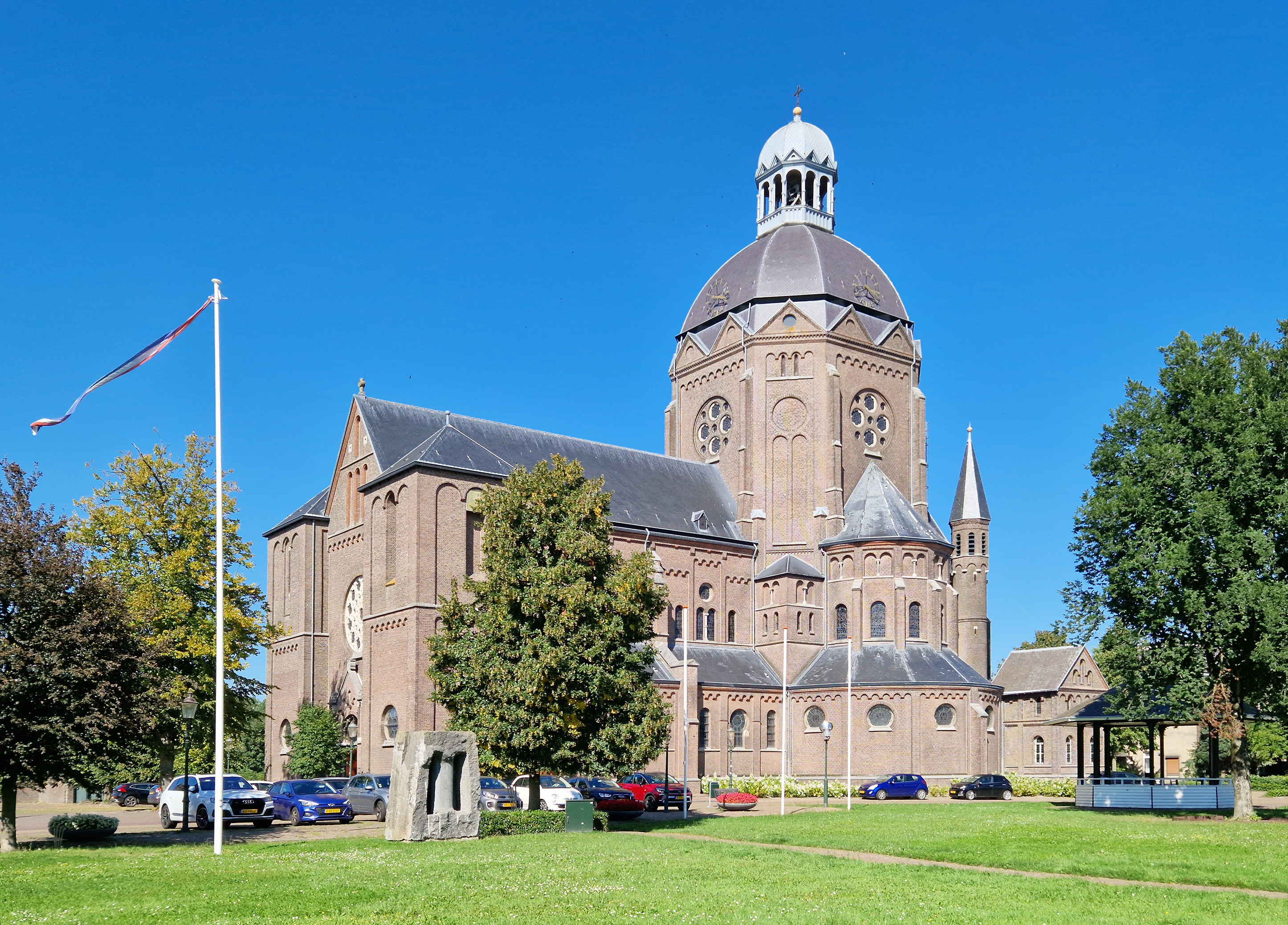
In 1888 kon in Raamsdonk de Sint-Bavokerk worden gebouwd
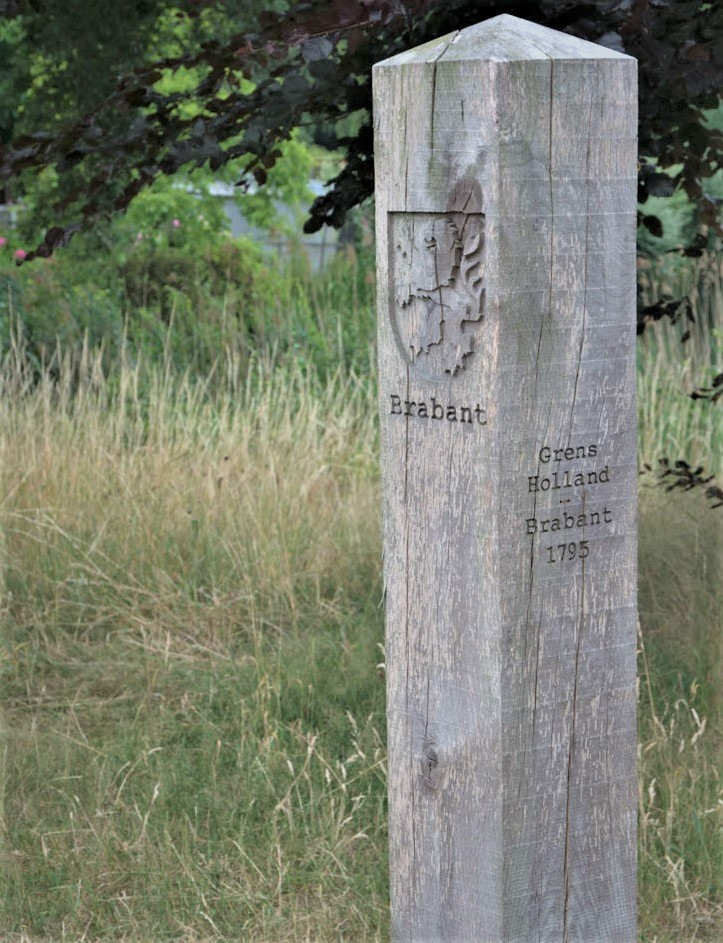
Nieuwe grenspalen visualiseren de voormalige grens tussen Brabant en Holland
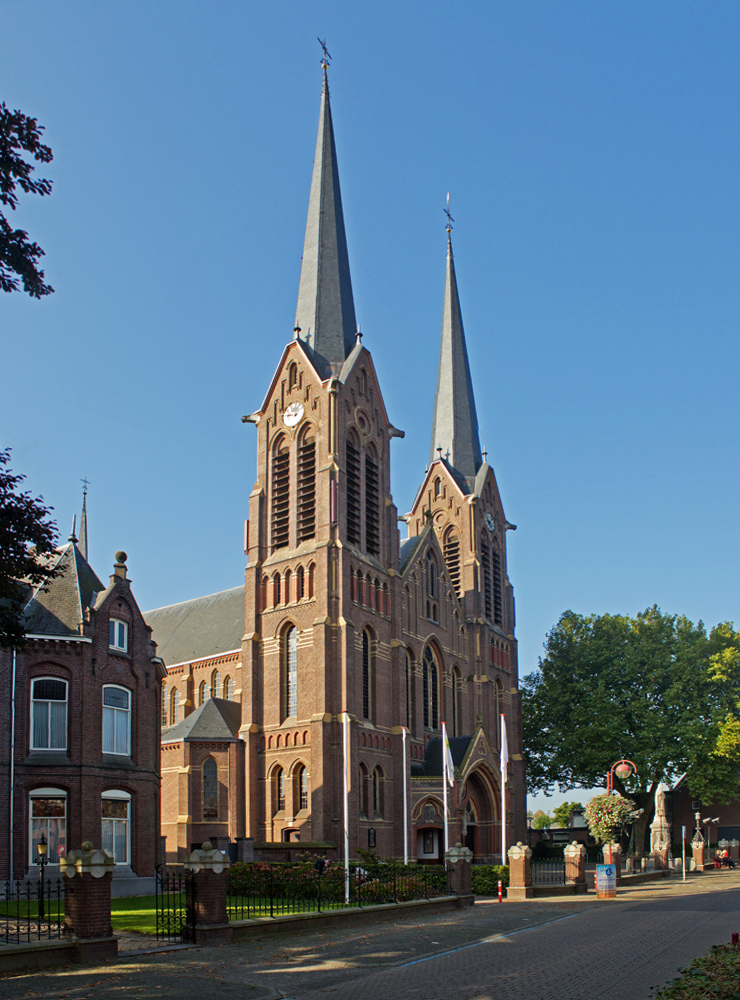
Johannes de doperkerk, Johannes de Doper was onder andere beschermheilige van laarzenmakers en leerlooiers

### Grenzen
Gedurende de Franse Tijd veranderden sommige interne grenzen in het Koninkrijk Holland. Zo ook in De Langstraat. Lodewijk Napoleon zorgde dat de Hollandse enclave officieel onderdeel werd van het Departement Brabant. Dit departement was de opvolger van het generaliteitsland Staats-Brabant. Omstreeks 1810 werd het hele gebied bij de huidige provincie Noord-Brabant gevoegd.

## Leder- en schoenindustrie

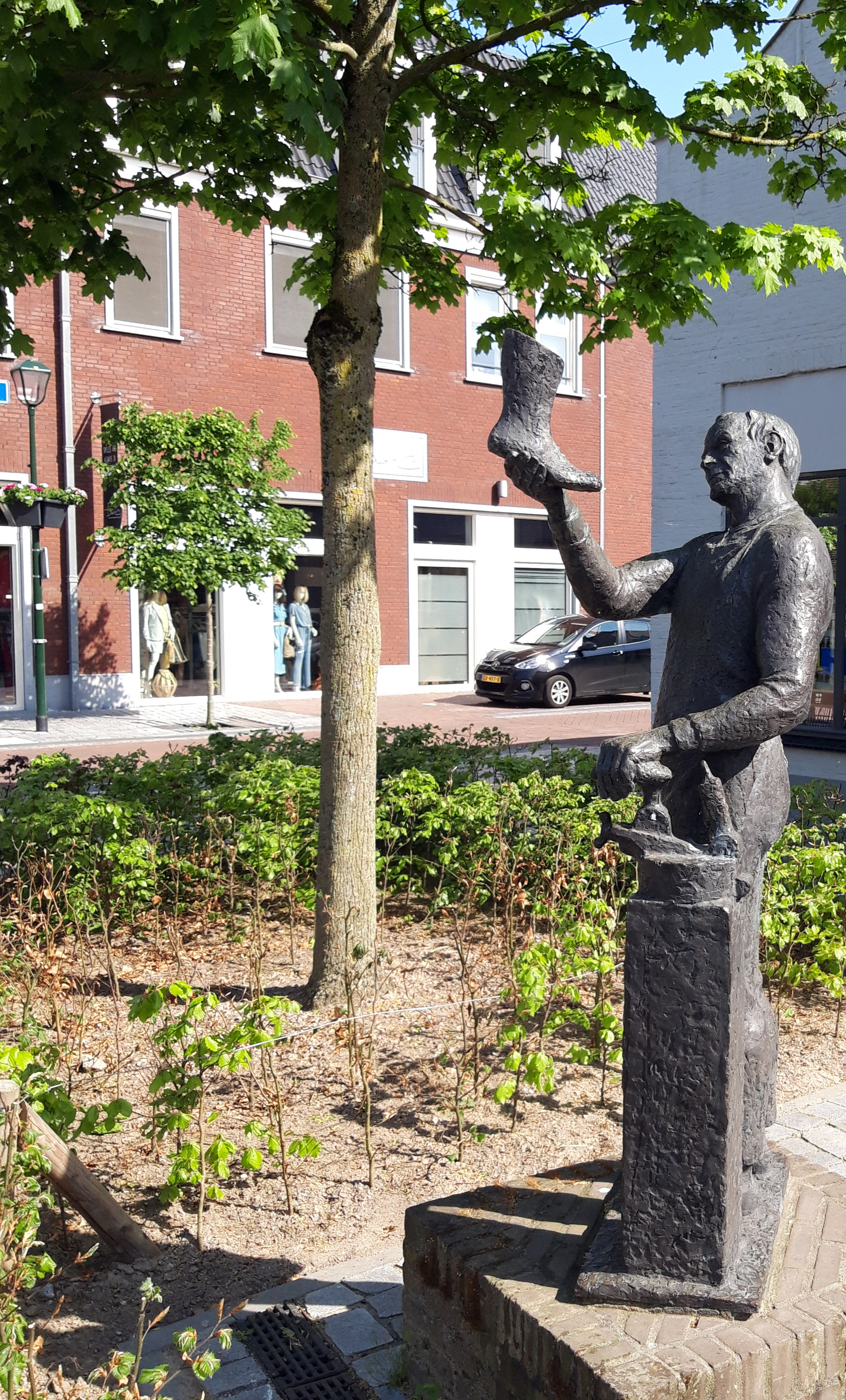
De Meester Schoenmaker (1987) door Louis Maas in Kaatsheuvel. Het beeld staat symbool voor de schoen- en lederindustrie van de streek, welke eeuwenlang behoorde tot het centrum van Nederland.

De Langstraat ontwikkelde in honderden jaren tot het belangrijkste leercentrum van Nederland. De regio voldeed aan de belangrijkste drie voorwaarden om deze industrie op te zetten, namelijk de aanwezigheid van veeteelt, eikenbomen en stromend (kalkarm) water. De runderhuiden moesten worden bewerkt in een loogbad, waar gemalen eikenschors als looistof aan werd toegevoegd. Stromend water uit het waterloopje de Loint (spreektaal Lunt, of 'Loont') werd gebruikt voor het reinigen van de huiden. Het vormde ook het natuurlijk riool voor het vleesafval. De boeren die in de winter weinig te doen hadden, vonden in het looien een extra inkomstenbron. Hieruit ontwikkelde zich de leerlooi- en schoenenindustrie.
Een schoenmaker was een ambachtsman, die het gehele schoenproductieproces deed. Pas vanaf 1870 werden aparte leesten gemaakt voor linker- en rechterschoenen. Misschien was het een kwestie van geld dat de vinding zo lang op zich liet wachten, want voor elk model en maat schoen is een aparte leest nodig. Aparte linker- en rechterschoenen betekende dus een verdubbeling van het aantal leesten. Door de uitvinding van zware naaimachines kon in de loop van de negentiende eeuw meer en goedkoper worden geproduceerd.

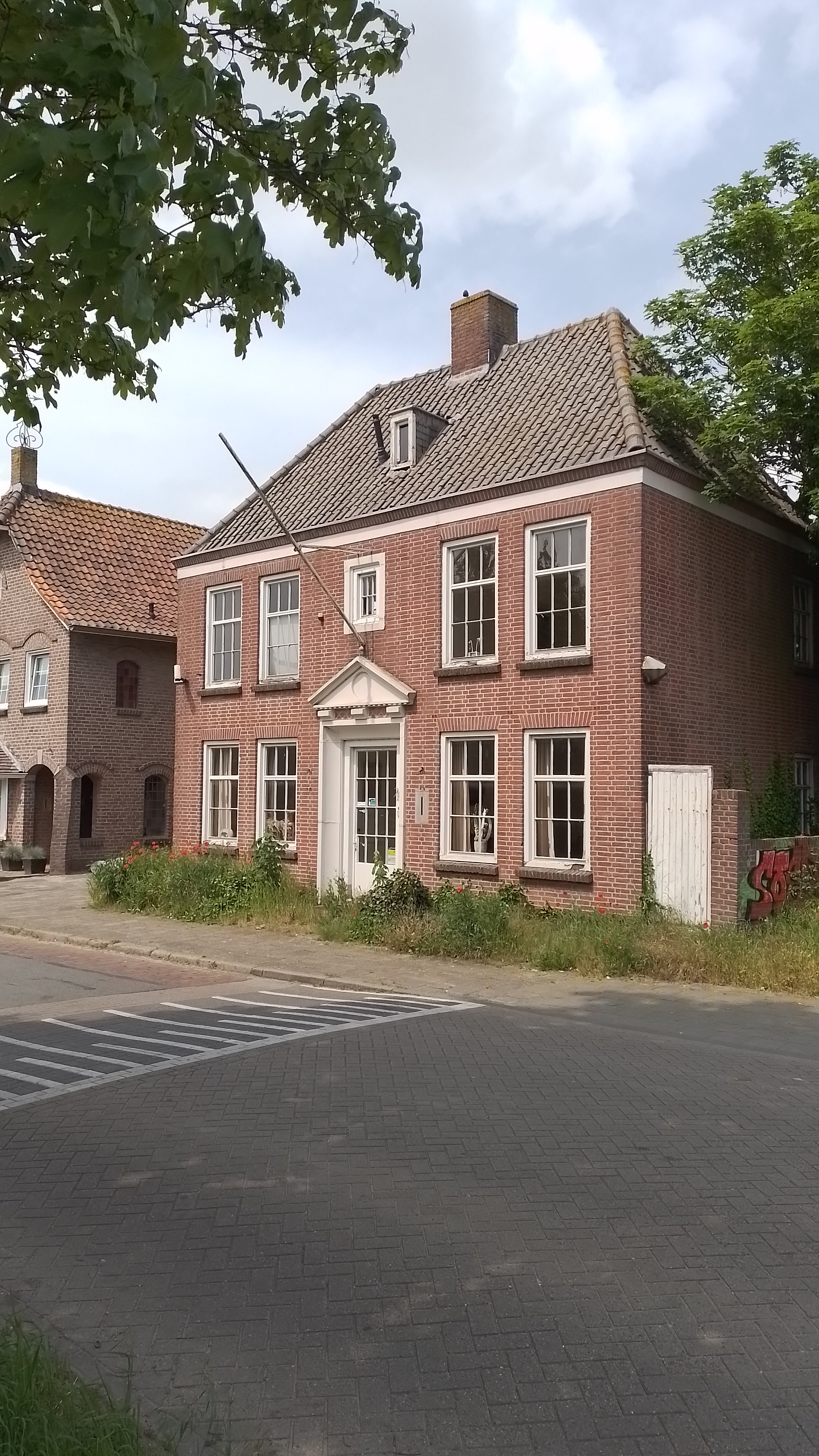
De Stocko Schoenenfabriek in Kaatsheuvel
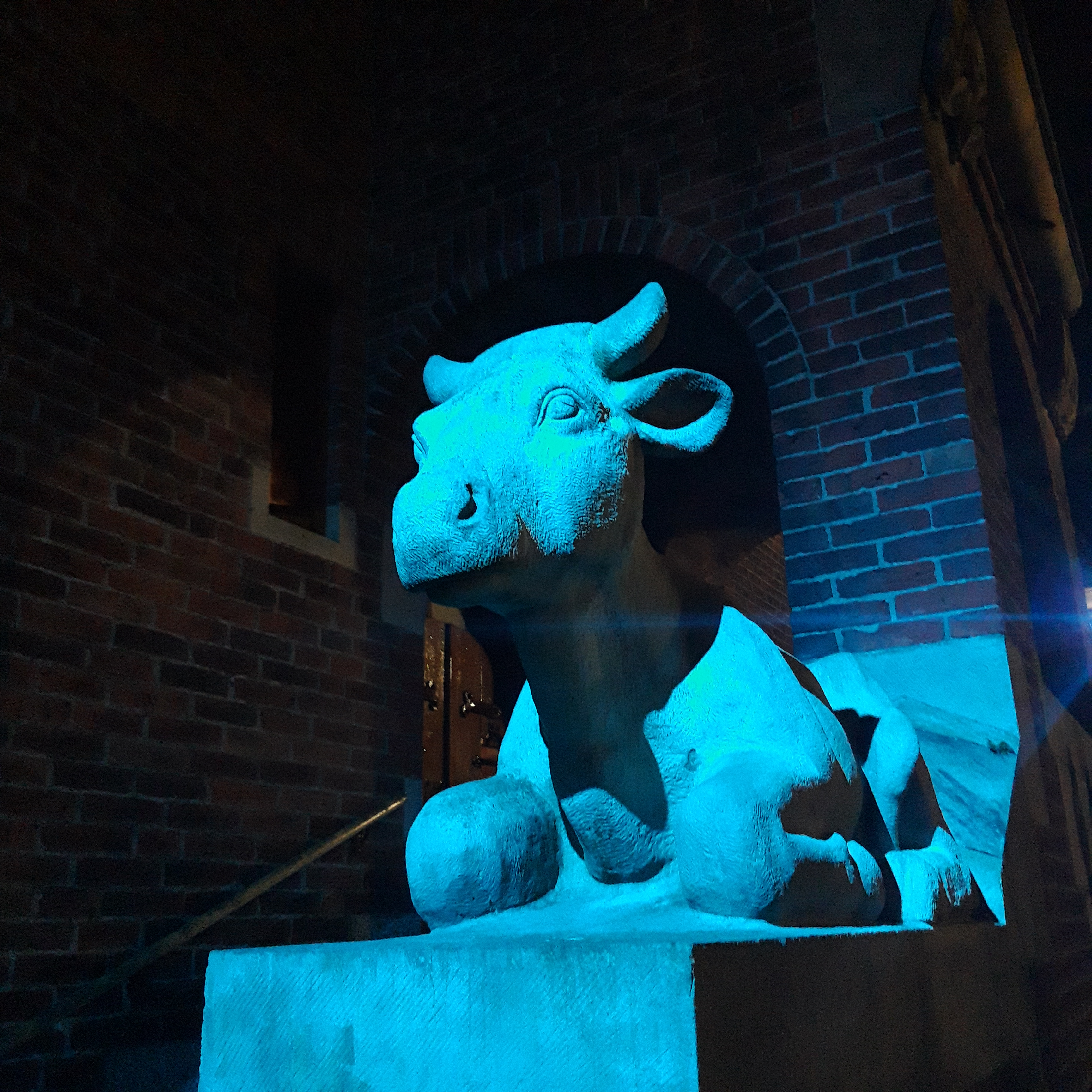
De Koe en Oss in Waalwijk verwijzen naar de leerproductie
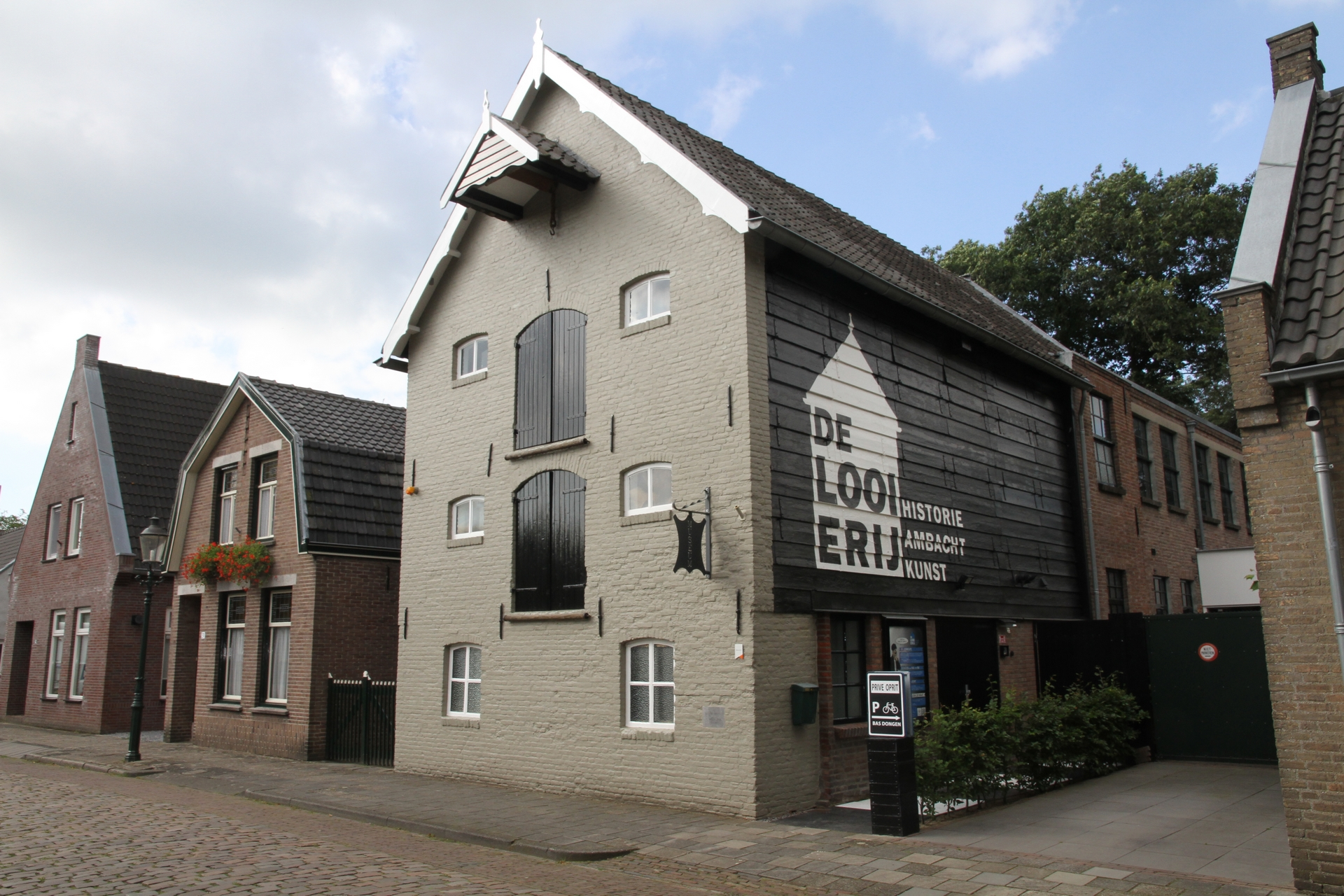
Museum De Looierij in Dongen
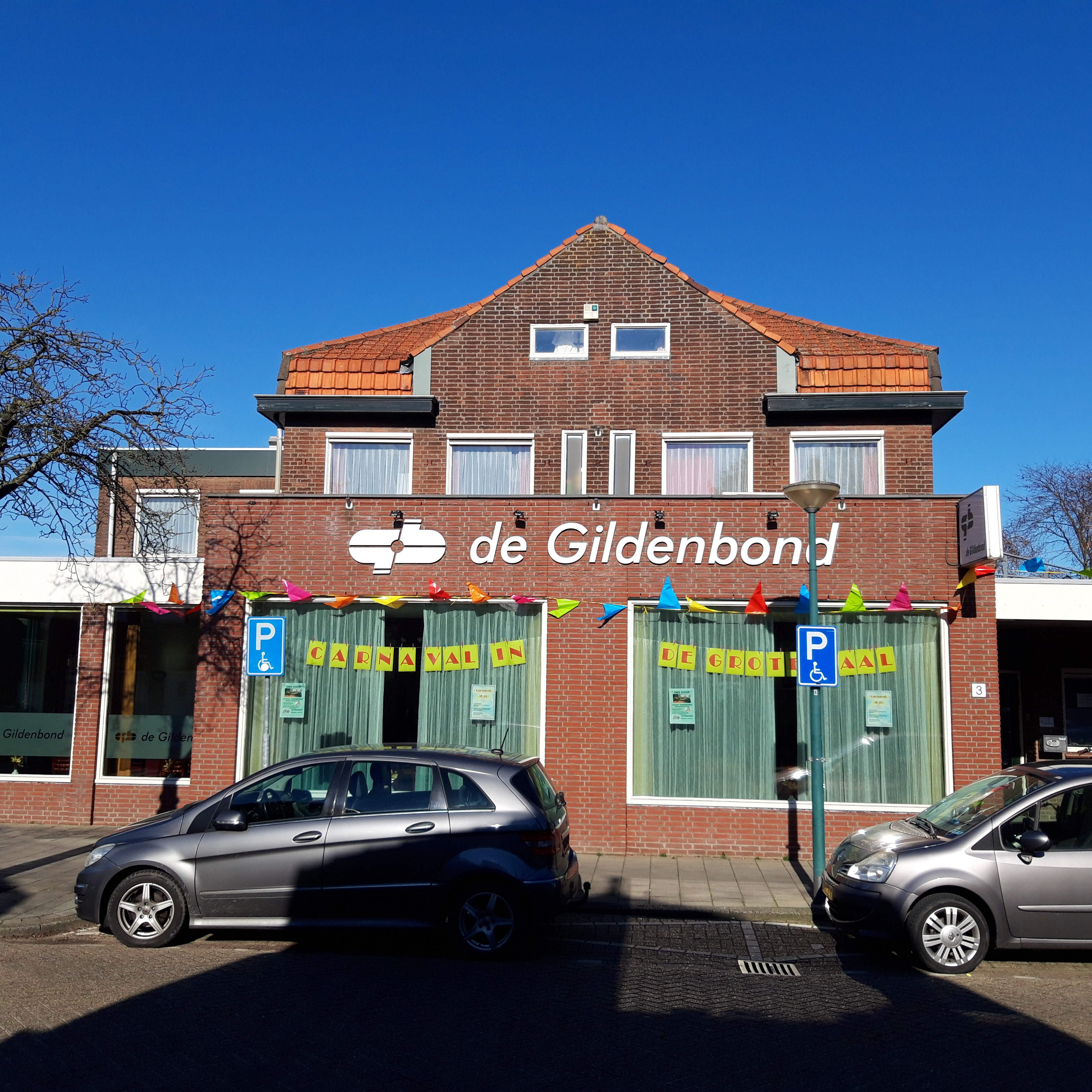
Kaatsheuvel, voormalig vakbondsgebouw 'de Gildenbond'
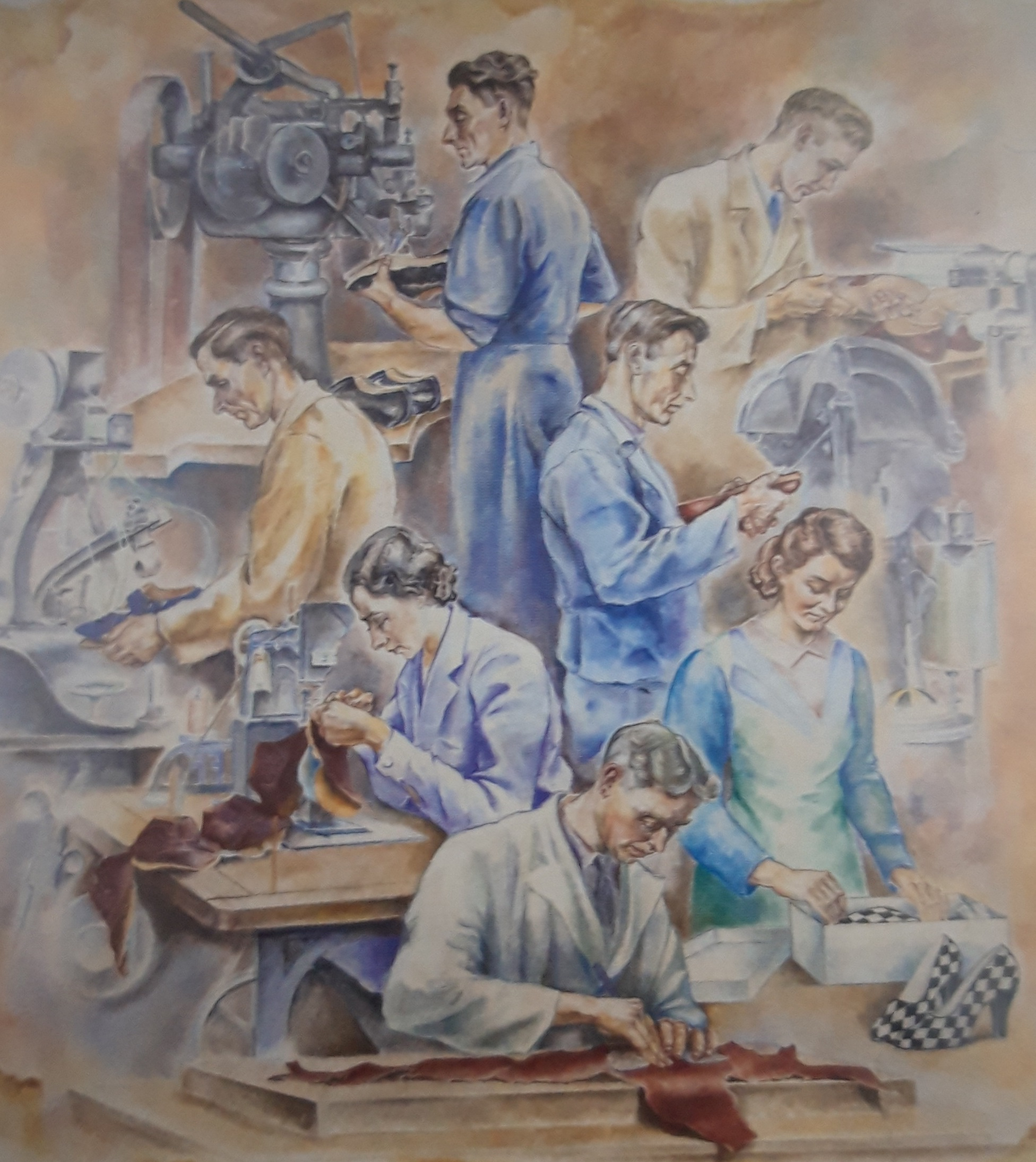
Muurschildering in voormalig kantoor Van Haren fabriek
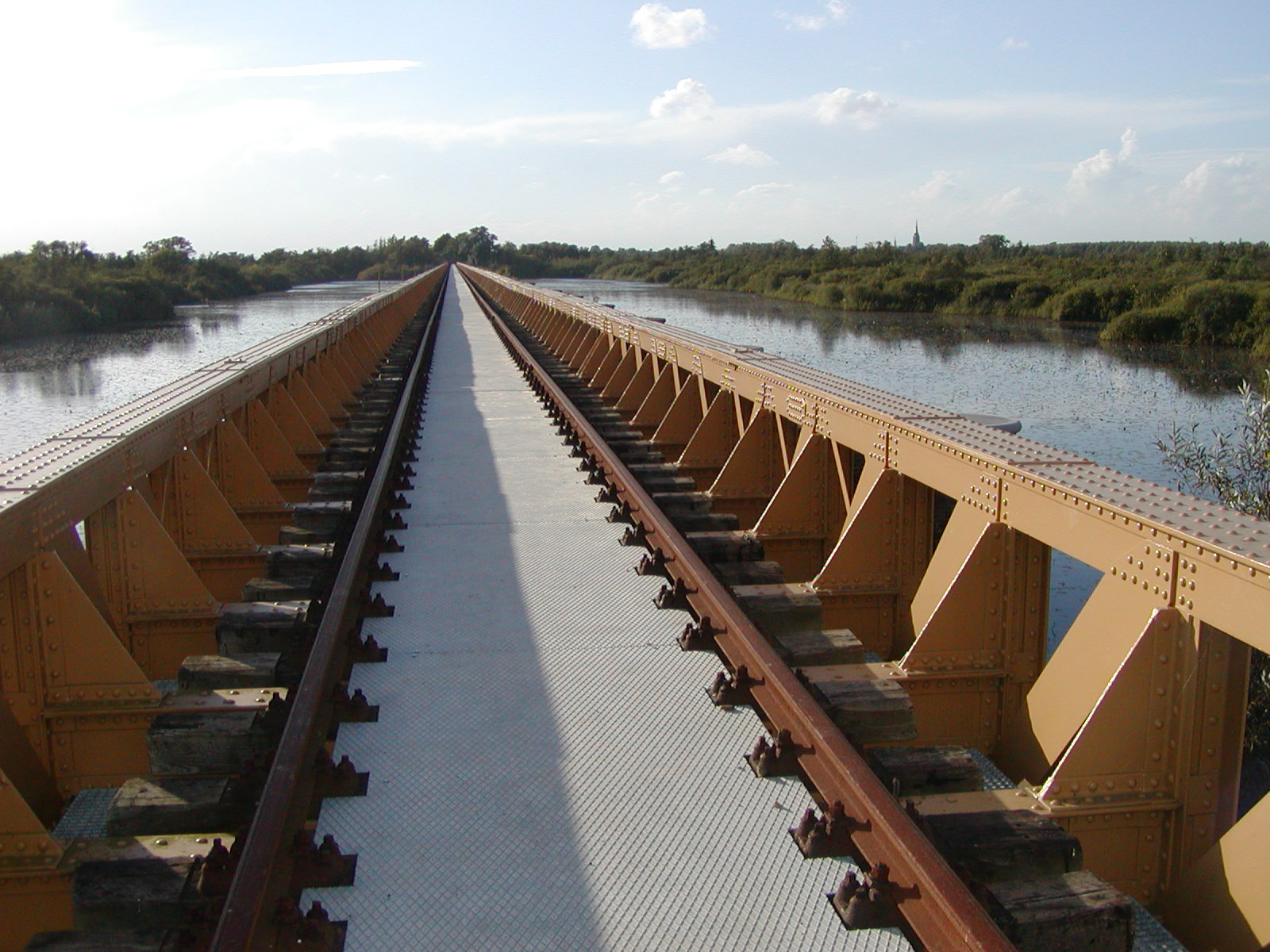
De voormalige Moerputtenspoorbrug
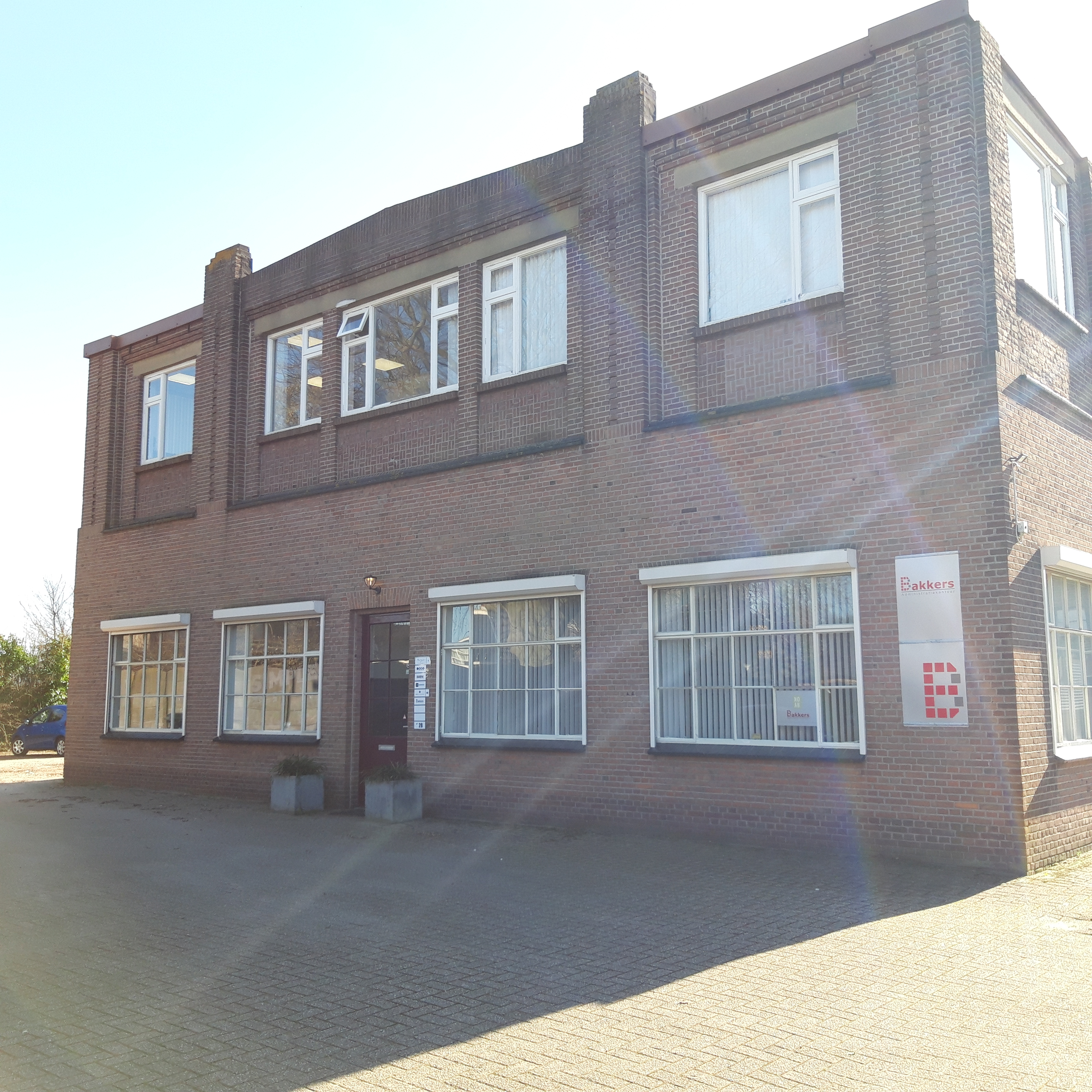
Schoenfabriek Snoeren in Kaatsheuvel.
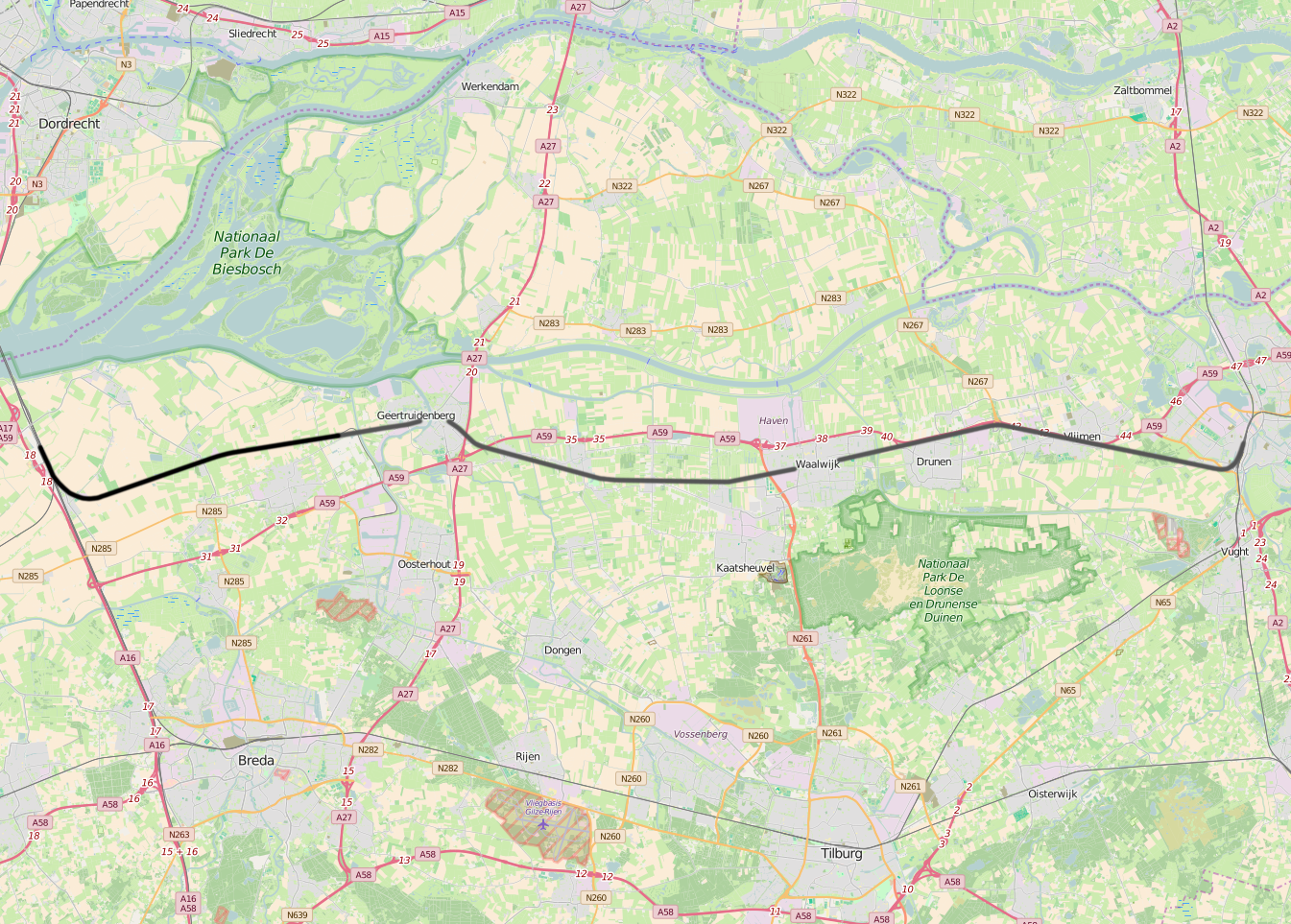
Het 'Halve zolen lijntje'

### Bloei en terugloop
De leder- en schoennijverheid in De Langstraat kende bloeiperioden, met name in het begin van de 19e eeuw, maar ook terugslag. De oprichting van de Europese Economische Gemeenschap (EEG) leidde al vanaf eind jaren 1950 de neergang van de industrie in. In 1965 kende de Nederlandse schoenindustrie voor de laatste maal een stijging in het aantal geproduceerde paren. Sindsdien is het aantal schoenfabrieken, looierijen en toeleveringsbedrijven voor fournituren, garens, zolen en machines sterk verminderd.
In de lijst van Nederlandse schoenfabrieken is te zien hoeveel schoenfabrieken er ooit in Nederland zijn geweest. Al na de Eerste Wereldoorlog kreeg de Nederlandse schoenindustrie steeds meer te maken met concurrentie uit het buitenland, waardoor het aantal fabrieken geleidelijk terugliep. Anno 1960 waren er nog 227, in 2001 was er nog een stuk of twintig productiebedrijven. Deze hebben zich gespecialiseerd in kinderschoenen, gemakschoenen voor dames of klassieke herenschoenen. Ook speciale schoenen, zoals veiligheidsschoenen en militair schoeisel, worden nog wel vervaardigd. Bekende merken zijn Greve, Alpina en Van Lier. De nadruk kwam te liggen op ontwerp en handel. Waalwijk kent de grootste concentratie van schoenhandelsbedrijven in Europa. Nederlandse schoenontwerpers zoals Jan Jansen worden internationaal hoog gewaardeerd.

### Halve zolenlijn
In de periode 1886-1890 werd de Spoorlijn Lage Zwaluwe - 's-Hertogenbosch aangelegd. Deze spoorlijn, officieel Langstraatspoorlijn genoemd, stond ook bekend als de 'halve zolenlijn' vanwege de vele schoenfabrieken aan het tracé, maar ook omdat het spoor enkelsporig gebleven is terwijl tijdens de aanleg rekening gehouden werd met het in een later stadium dubbelsporig maken van de lijn, wat nog te zien is aan de breedte van de pijlers van de Moerputtenbrug in natuurgebied de Moerputten. Schoenverkopers gingen met het halve zolenlijntje naar 's-Hertogenbosch en van daaruit verder het land in. In de bagage had men dan de schoenmodellen, die men aan de man probeerde te brengen. De spoorlijn werd voor reizigersvervoer gesloten in 1950, voor goederenvervoer in 1972. Daarna werd de lijn vanaf de jaren zeventig grotendeels opgebroken. Op een groot deel van het tracé ligt sindsdien een fietspad. Alle grotere stationsgebouwen zijn gesloopt, enkele kleinere (stations)gebouwen zijn nog langs de spoorlijn aan te treffen. Onderdeel van deze lijn was de 600 meter lange Moerputtenbrug, die sinds oktober 2006 dienst doet als voetgangersbrug door een natuurgebied. Ook over de Baardwijksche Overlaat ligt een spoorbrug die tegenwoordig als fietsbrug dienst doet.

### Van industrie naar vrijetijdseconomie

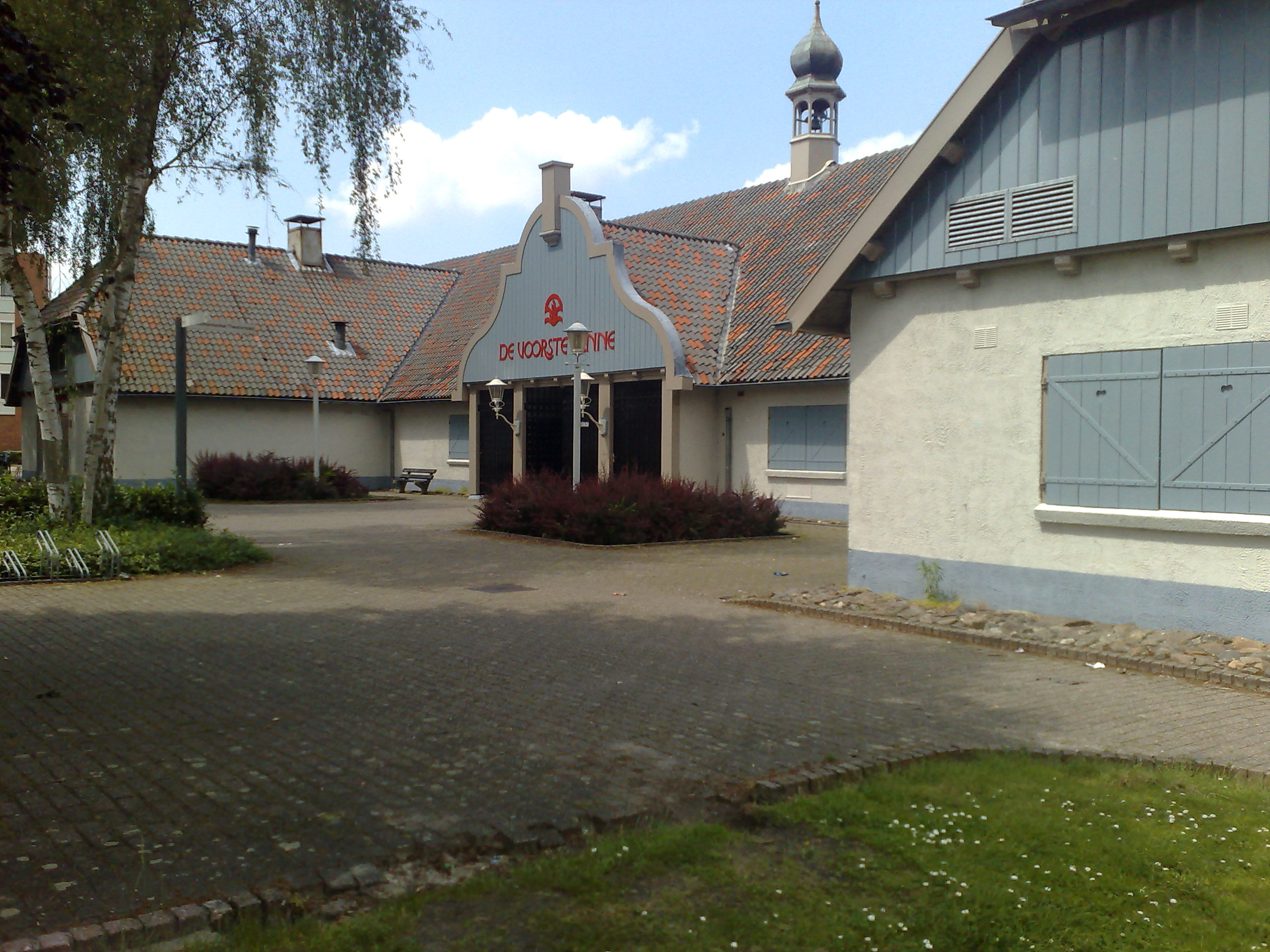
De voormalige locatie van Autotron in Drunen

Sinds de teruggang van schoenenproductie was de regio gedwongen om een andere richting in te slaan. In 1933 werd in het dorp Kaatsheuvel een sportveld aangelegd door kapelaan Rietra en pastoor De Klijn. Dit was de basis voor de Efteling, wat is uitgegroeid tot het grootste pretpark van de Benelux. Mede door de Efteling is De Langstraat steeds meer gericht op recreatie en toerisme. Er wordt meer ruimte gemaakt voor hotels en andere verblijfsaccommodaties om toeristen in onder te brengen. De gemeenten Loon op Zand, Waalwijk, Heusden, en Dongen werken samen aan een toeristisch beleid.
Naast de schoenfabrieken kende De Langstraat een bloeiende metaalindustrie, waarvan scheepsschroevenfabriek Lips de meest bekende was. Ook de familie Lips vond een toekomst in de recreatie-industrie. Het Autotron in Drunen werd een van de toonaangevende automusea van Nederland en vormde het begin van recreatiebedrijf Libéma met diverse vakantieparken in Nederland.
Het Land van Ooit bij Drunen was van 1989 tot 2007 een ander attractiepark in De Langstraat.

## Landschappelijke kenmerken
Het landschap is gevarieerd, mede doordat het op de grens ligt van klei- en zandgronden. Het typische Nederlandse polderlandschap wordt afgewisseld met naaldbossen, uitgestrekte heidevelden, veengebieden en een van de grootste zandverstuivingsgebieden van West-Europa. 
Oude eikenbossen waren belangrijk voor de omgeving, mede voor de eerder genoemde schoenenindustrie. Het oude eikenbos in Nationaal Park De Loonse en Drunense Duinen is een beschermd  leefgebied voor insecten. Vanwege onder meer deze oude eiken heeft het gebied de Europees beschermde status Natura 2000 gekregen. 
In het verleden zijn er in De Langstraat en omgeving grove dennen geplant, mede voor de Brabantse en Limburgse mijnindustrie. Het bosgebied De Mast in Huis ter Heide was daarentegen gericht op de productie van masten voor schepen.
Inmiddels hebben deze dennen zich via uitzaaiing verder vermeerderd.
en de overhand gekregen.
De stuifzandgebieden zijn in de middeleeuwen ontstaan door de groei van de bevolking. De veehouders waren groterdeels verantwoordelijk voor de voedselvoorziening en lieten hun vee vaker grazen op de velden. Door de overbegrazing ontstond er een kale vlakte en kreeg het stuifzand vrij spel.

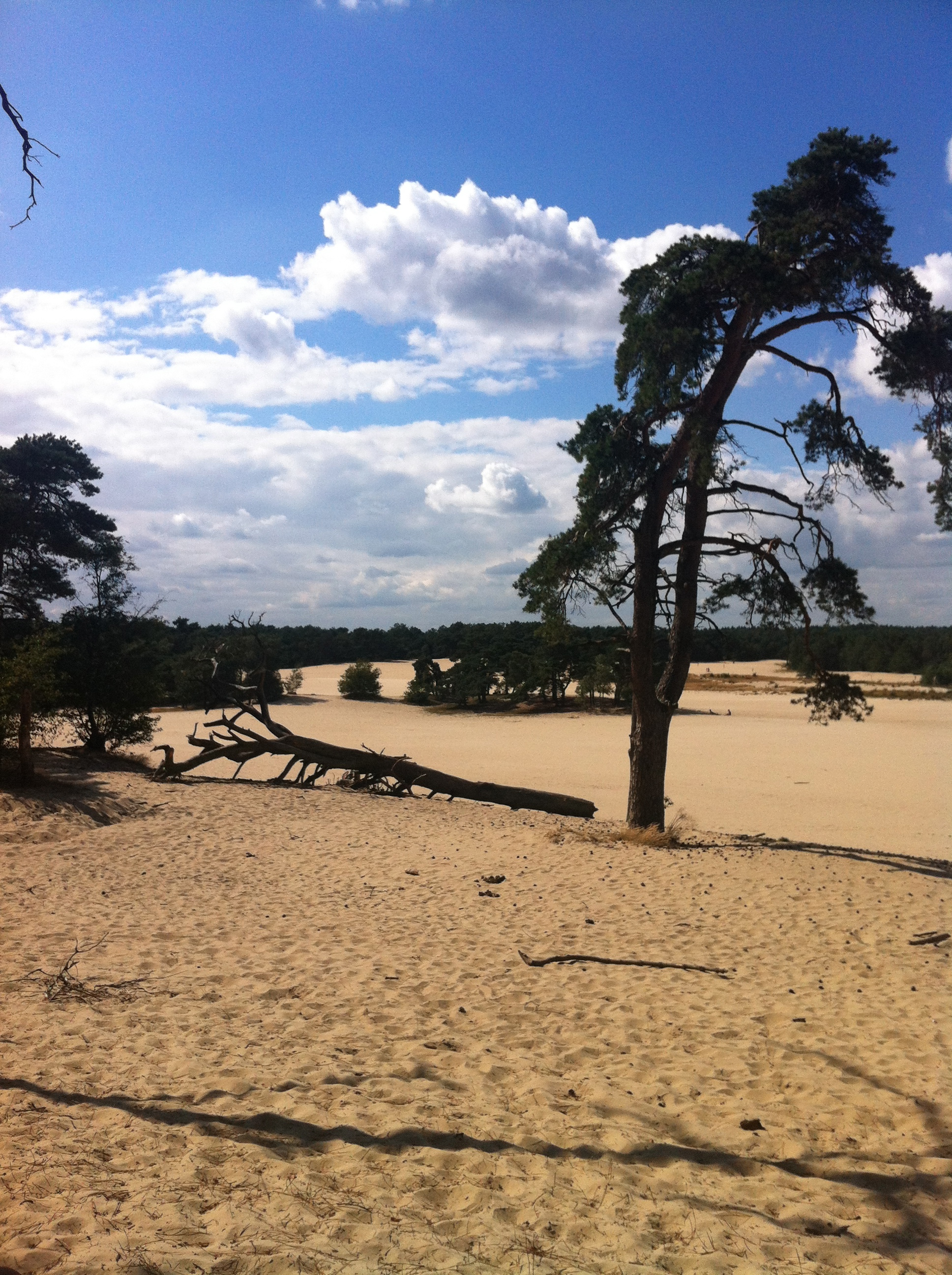
Zandverstuivingsgebieden zoals Nationaal Park De Loonse en Drunense Duinen
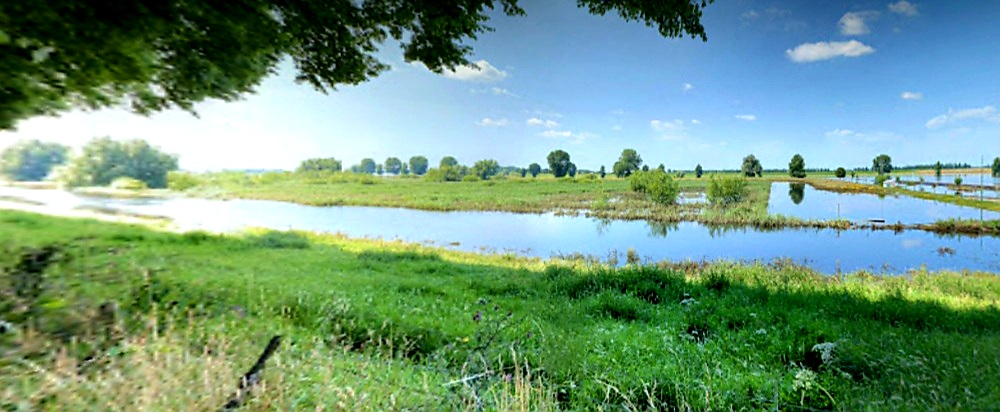
De Gansooiense Uiterwaard bij Het Oude Maasje en De Bergsche Maas
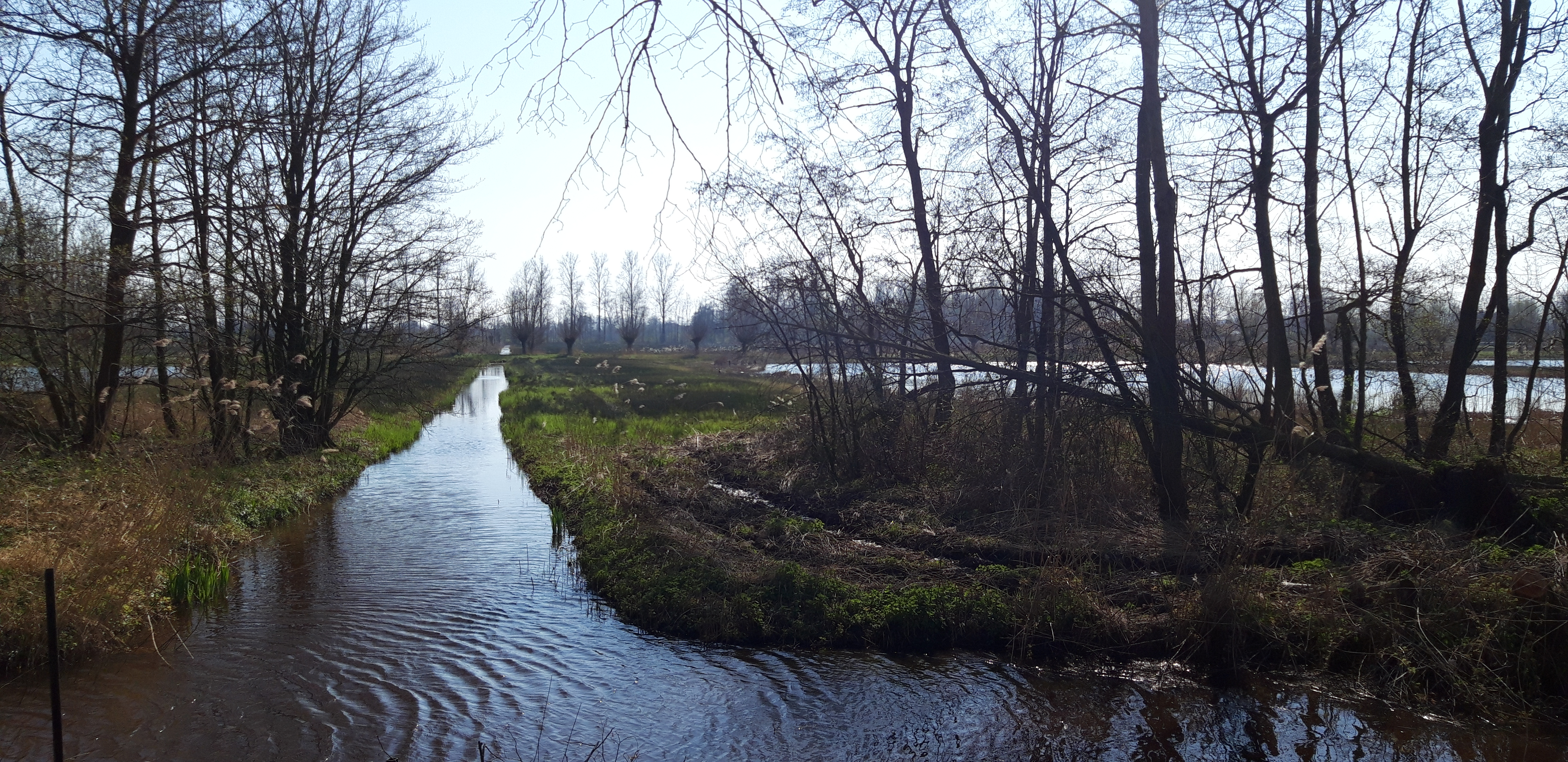
Slagenlandschap in Westelijke Langstraat
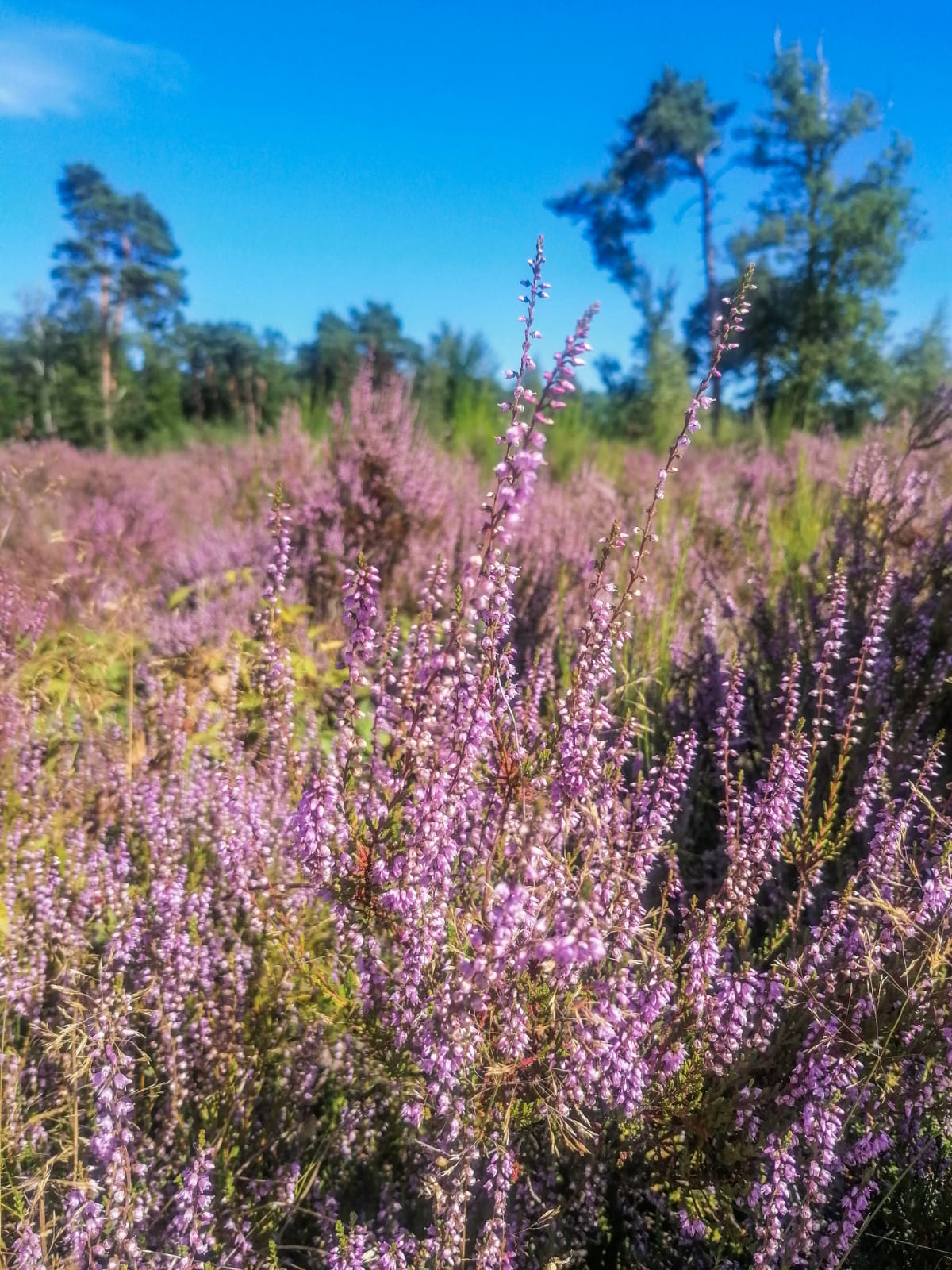
Heide in Loonsche Land en Landgoed Huis ter Heide
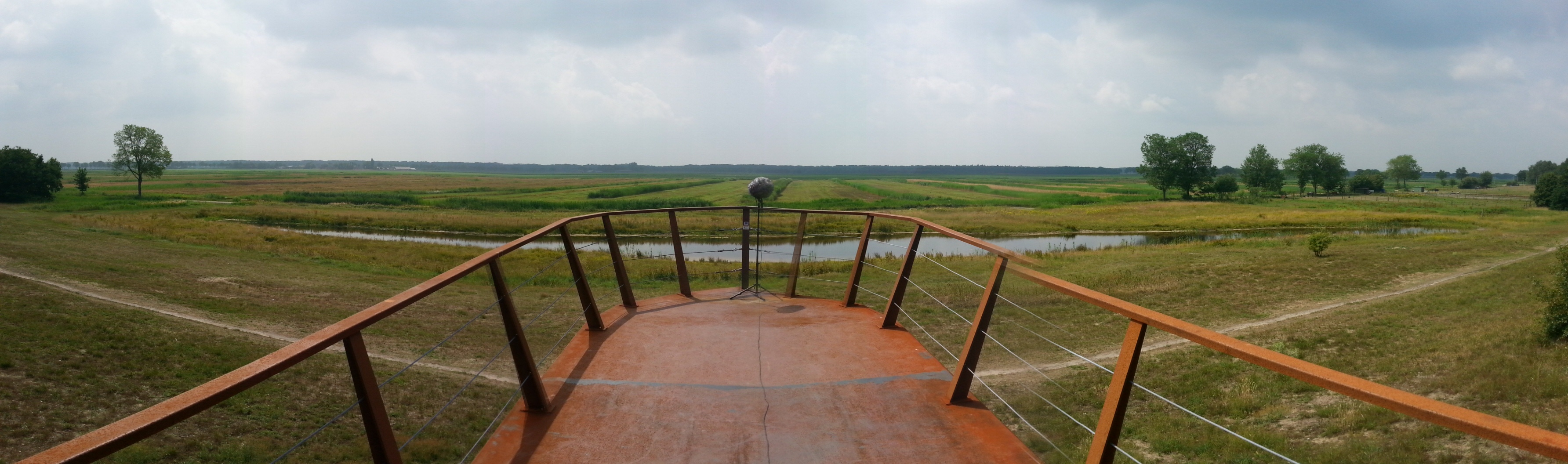
Laagveen en Moerasgebied in Vlijmens Ven
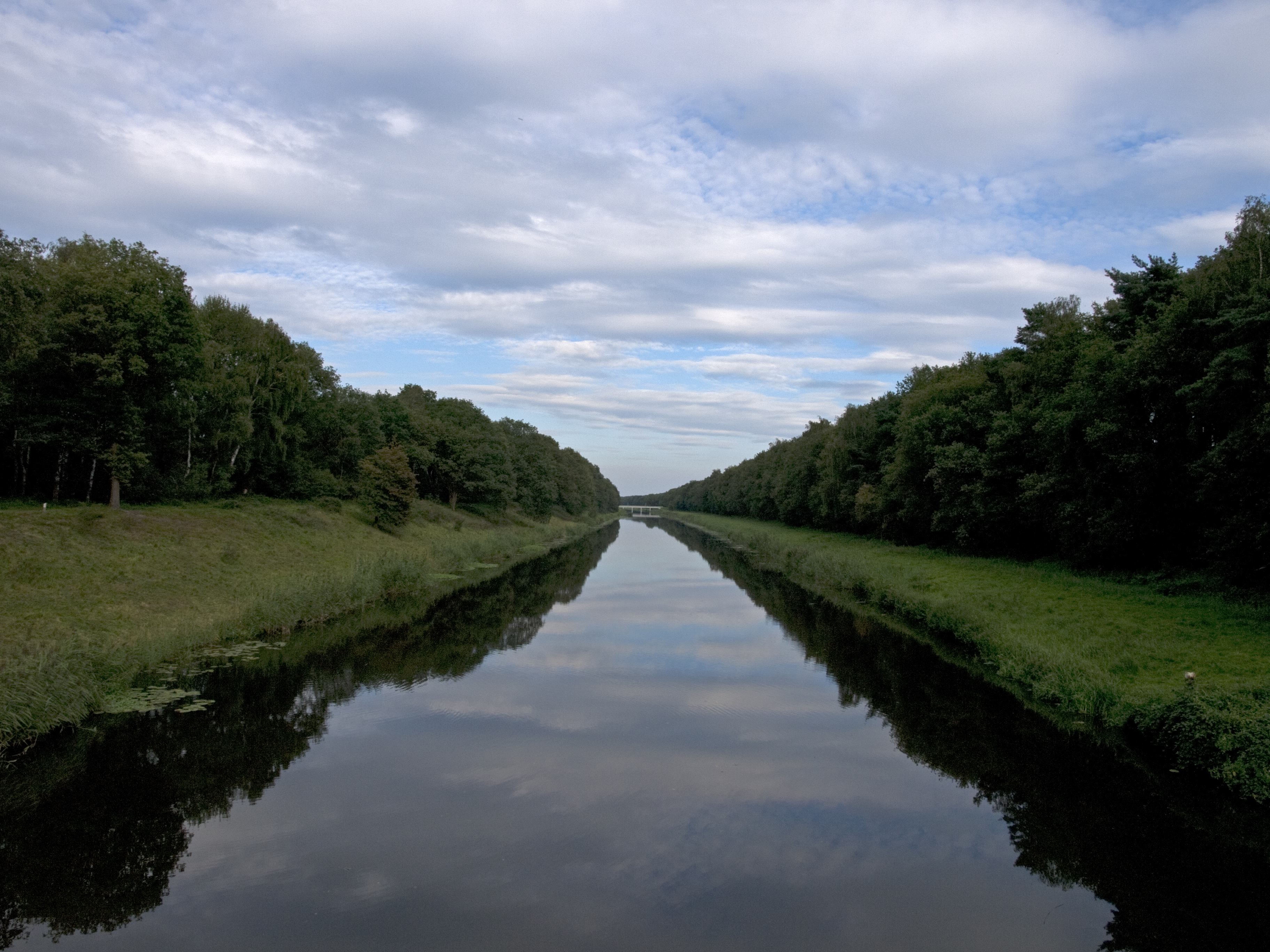
Kanaal Drongelen
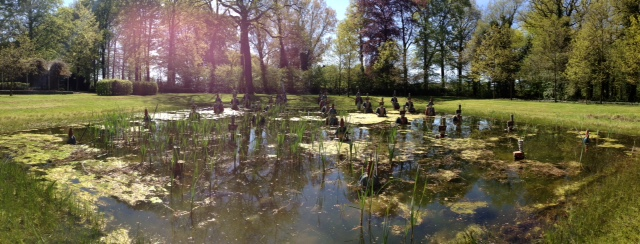
Landgoed Steenenburg, het voormalige themapark Land van Ooit
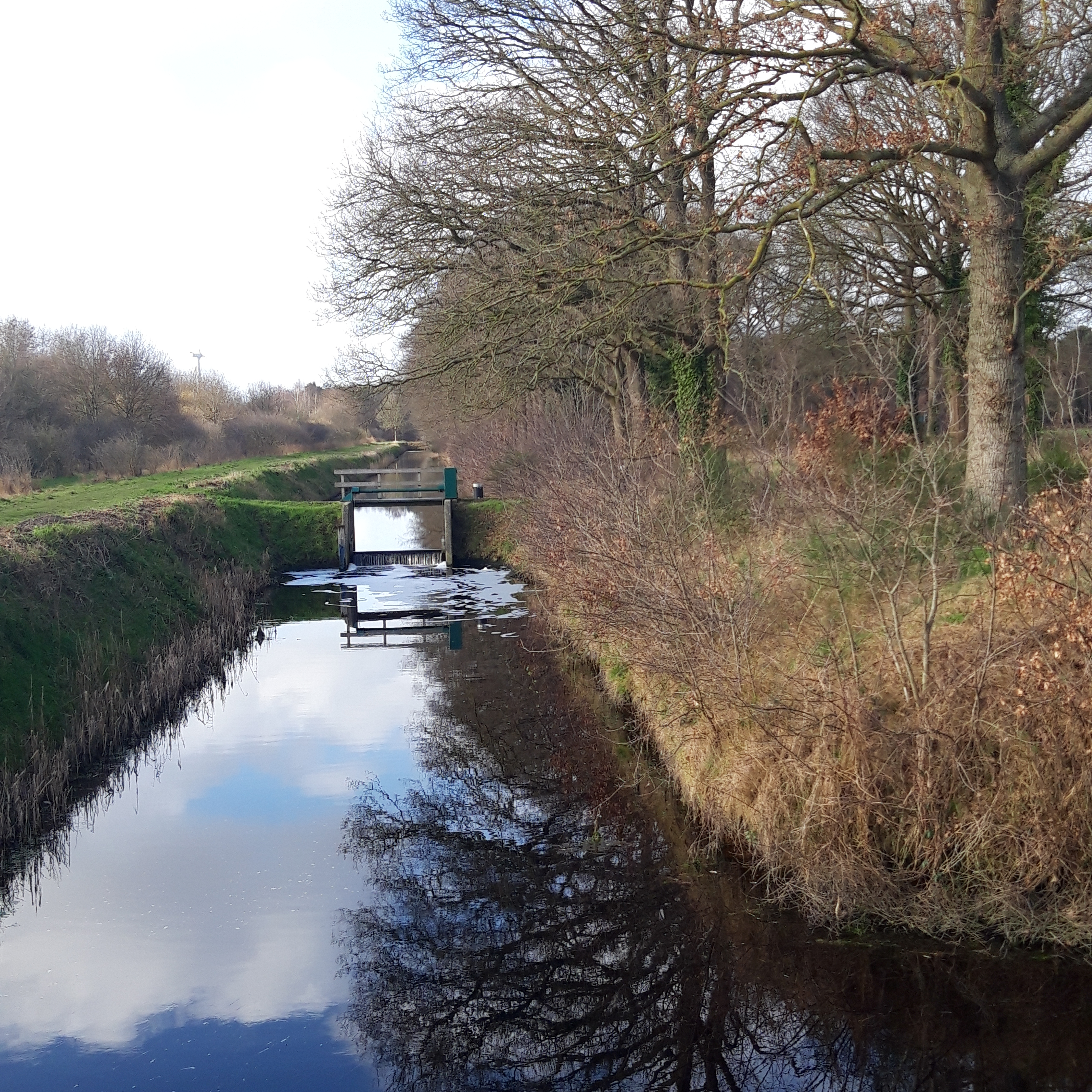
De Zandkantse Leij
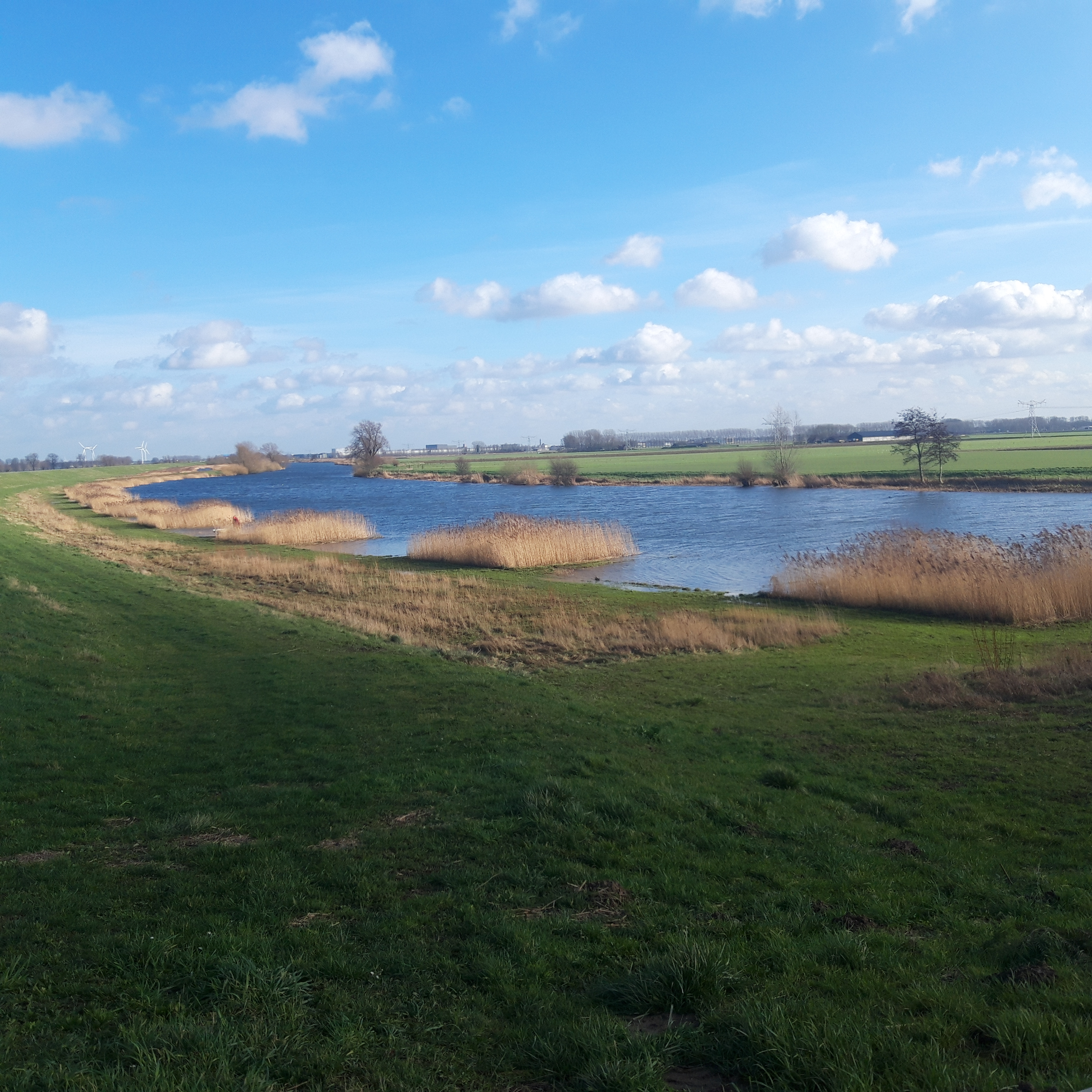
Oude Maasje en de Overdiepse Polder

- De Langstraat was oorspronkelijk een dijk die van oost naar west liep door een moerassig landschap tussen de Oude Maas en de hoger gelegen Brabantse zandgronden. Deze dijk werd in 15e eeuw aangelegd. Al in de 14e eeuw vonden er ontginningen plaats. Door de economische ontwikkeling, de opkomst van de steden en stedelijke nijverheid was er veel behoefte aan brandstof. Het veengebied rondom De Langstraat werd een belangrijke bron voor de turfwinning. Er viel geld te verdienen met het steken van turf en het winnen van zout door moernering. De venen werden daarom inzet van een machtsstrijd tussen de grote heren: de Hertog van Brabant, de Heer van Breda en de Graaf van Holland. Zij gaven opdracht dan wel toestemming om veen af te graven. Vanaf de dijk ontstond een slagenlandschap. Toponiemen als 'Zuidhollandsedijk' verwijzen naar de ontginningsperiode.

De omgeving van De Langstraat kent veel natuurgebieden met Nationaal Park De Loonse en Drunense Duinen als centrum, het een Natura 2000 gebied. Naast het Nationale park ligt het ca. 1000 ha. grote Landgoed Huis ter Heide van Natuurmonumenten. Dit gebied wordt gevormd door heidevelden, het bosgebied de Mast en een hoogveengebied. Er loopt een grote kudde Schotse hooglanders ten behoeve van het graasbeheer.
Eind 14e eeuw begon de heer van Venloon met de aanleg van een turfvaart langs de Moer, 's-Gravenmoer, Capelle, Loon op Zand, Sprang, Baardwijk en Drunen naar 's-Hertogenbosch. De vaart was in 1420 voltooid. De Westelijke Langstraat en het Vlijmens Ven (met de Loonse Turfvaart) hier liggen natuurhistorisch belangwekkende gebieden. Natuurgebied Westelijke Langstraat is een Natura 2000 gebied van ongeveer 650 ha. Het is een drassig natuurgebied. Een ander Natura 2000 gebied ligt in het oostelijk deel van De Langstraat. Het wordt gevormd door drie aaneengesloten natuurgebieden Vlijmens Ven, De Moerputten en Bossche Broek van in totaal ongeveer 900 ha. Door de ligging zijn in het gebied basenminnende water- moeras- en graslandvegetaties aanwezig. Het Vlijmens Ven wordt beheert door Natuurmonumenten, De Moerputten en Bossche Broek door Staatsbosbeheer.
In het zuidwestelijke deel van De Langstraat ligt de gemeente Dongen. Hier ligt het bosgebied 'De Duiventoren' van ongeveer 1000 hectare. Het gebied is in handen van Staatsbosbeheer. Het gebied beslaat een veengebied 'Het Moerken', een klein stuifzandgebied en een bosgebied. Kleinere natuurgebieden zijn De Baardwijkse Overlaat, Elshoutse Wielen, De Nieuwkuijkse Wielen, De Haarsteegse Wielen, De Gansoyense Uiterwaard, Landgoed Pax, Lange Rekken en Plantloon. Daarnaast zijn er nog enkele noemenswaardige wandelparken; Landgoed Steenenburg, De Bergen en Landgoed Het Witte Kasteel.

## Evenementen

### Festivals
Kerstmarkten: 
- Drunen Dickens Festijn
- Anton Pieck Festijn in Kaatsheuvel
- Winters Waalwijk

### Wandeltochten
Ter herinnering aan de  geschiedenis van De Langstraat wordt elk jaar De 80 van de Langstraat, in de volksmond 'De Tachtig' of in plaatselijk dialect 'Den Tagetig' genoemd, gelopen. Deze wandeltocht is een zogenaamde Kennedymars, met een lengte van 80 kilometer (50 mijlen). De tocht dient binnen twintig uur wandelend, snelwandelend of marcherend te worden afgelegd. Hardlopen is niet toegestaan.
Vanaf 1982 wordt, naast de "80 van de Langstraat"-, jaarlijks de "Halve Zolen Wandeltocht" gehouden, genoemd naar het Halve Zolenlijntje. Deze wordt georganiseerd door Wandel Sport Vereniging "Waalwijk'82". Afstanden die afgelegd kunnen liggen tussen de 5 en 40 km en voeren grotendeels door de Loonse en Drunense Duinen.